# آرام گریگوریان (نویسنده)
آرام روبنی گریگوریان (ارمنی: Արամ Ռուբենի Գրիգորյան؛  زادهٔ ۳ ژانویهٔ ۱۹۱۴ - درگذشته ۲۶ دسامبر ۲۰۰۴) نویسنده، تاریخ‌نگار ادبی و نثرنویس اهل ارمنستان بود.

## زندگی‌نامه
وی در ۳ ژانویه ۱۹۱۴ در قارص به دنیا آمد و از انستیتو علوم تربیتی لنیناکان (۱۹۴۱) و  انستیتو ادبی ماکسیم گورکی فارغ‌التحصیل شد. وی در Մաքսիմ Գորկու անվան գրականության ինստիտուտ فعالیت می‌کرد. گریگوریان از سال ۱۹۳۹ عضو اتحادیه نویسندگان اتحاد شوروی بود.  وی در ۲۶ دسامبر ۲۰۰۴ در سن ۹۰ سالگی در مسکو درگذشت.

## یادداشت
1. ↑  բանասիրական գիտությունների թեկնածու
2. ↑  Լենինականի մանկավարժական ինստիտուտ
3. ↑  Լենինականի մանկավարժական ինստիտուտ